# Ipiranga
El rierol Ipiranga és un curs d'aigua del Brasil. Es troba a l'estat de São Paulo, a la regió sud-est del país, 1.000 km al sud de la capital Brasilia.

## Descripció
Als voltants de l'Ipiranga creix principalment bosc caducifoli de fulla perenne. La zona és força densament poblada, amb 78 habitants per quilòmetre quadrat.
El clima és humit i subtropical i la temperatura mitjana anual és 20 °C. El temps mes més càlid és febrer, quan la temperatura mitjana és 24 °C, i el més fred és el juny, amb 17 °C. La precipitació mitjana anual és de 1.787 mil·límetres. El mes més humit és febrer, amb una mitjana de 273 mm de precipitació, i el més sec és l'agost, amb 41 mm de precipitació.
Diverses organitzacions treballen per reduir la contaminació del rierol provocat pels productes químics que hi aboquen diverses empreses, i que segons denuncien deixen el curs sense peixos sis mesos l'any.

## Història

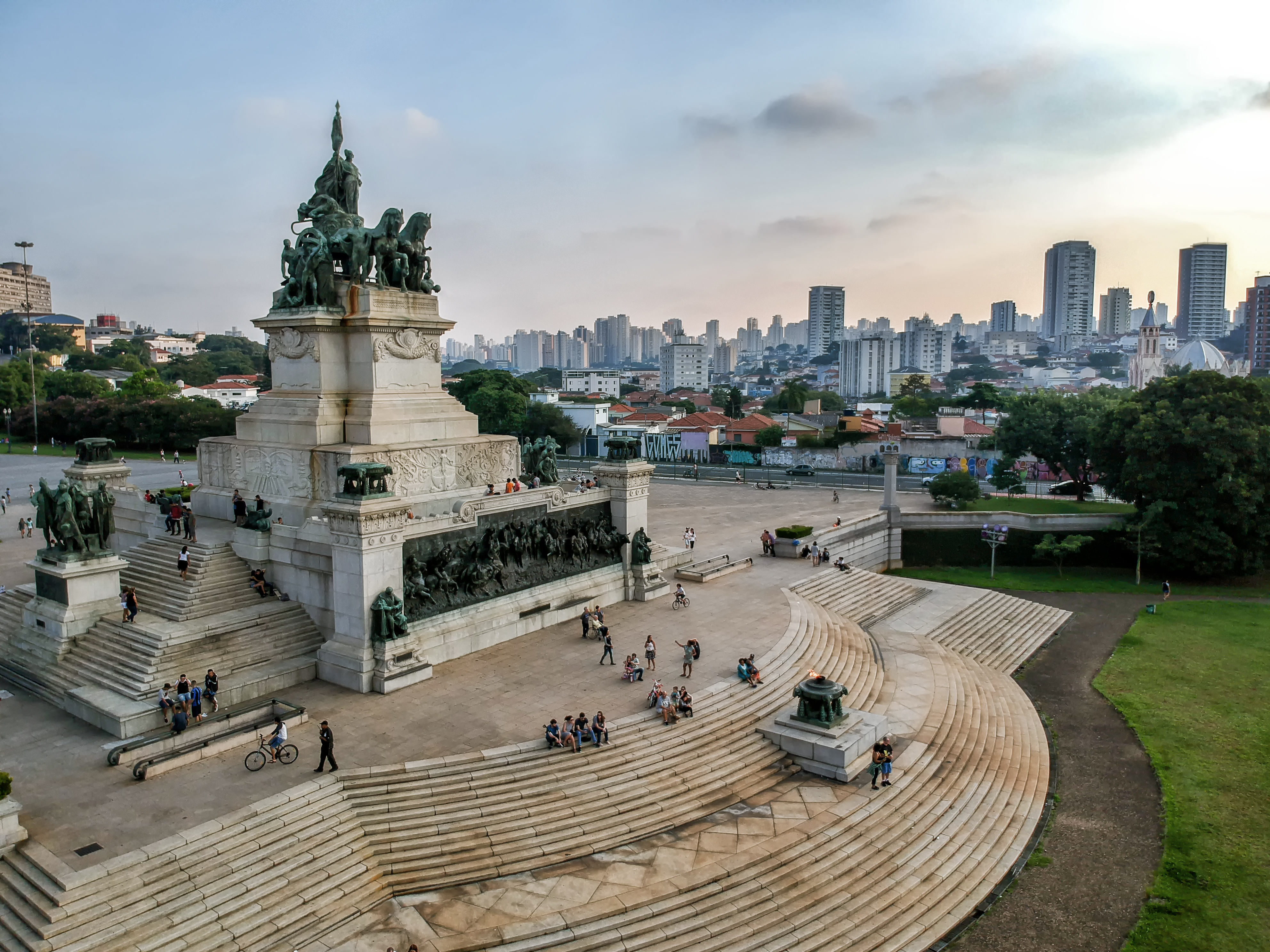
Monument a la Independència

Aquest rierol dona nom al Crit d'Ipiranga (en portuguès: Grito do Ipiranga), que correspon a la declaració d'Independència del Brasil pel Príncep Pere prop d'aquest indret, el 7 de setembre del 1822.
En aquell mateix indret, que avui forma part del Parc de la Independència de la ciutat de São Paulo, s'aixeca el Monument a la Independència del Brasil. A més de recordar els fets ocorreguts el 1822, acull la cripta on reposen les restes de l'emperador Pere I (1798-1834) i les seves dues esposes, Maria Leopoldina d'Àustria (1797-1826) i Amàlia de Leuchtenberg (1812-1873).
L'Ipiranga és mencionat en el primer vers de l'Himne Nacional Brasiler: Ouviram do Ipiranga às margens plácidas / De um povo heróico o brado retumbante (Van sentir de l'Ipiranga, als marges plàcids / d'un poble heroic, el bram retrunyent").